# 曼努埃尔·克里斯托弗·菲格拉
曼努埃尔·里卡多·克里斯托弗·菲格拉（Manuel Ricardo Cristopher Figuera）是委内瑞拉国家情报局（SEBIN）前局长、军队前少将。 他在2019年试图发动军事政变推翻尼古拉斯·马杜罗政府。政变失败后，他逃到美国。

## 早期生涯
菲格拉于1963年11月8日出生于委内瑞拉莫納加斯州蓬塔德马塔。1989年毕业于委内瑞拉军事学院，获得军事科学和艺术学位。 随后，他于 2007 年获得国立实验大学西蒙罗德里格斯战略管理硕士学位，获得委内瑞拉玻利瓦尔军事大学军事科学与艺术硕士学位和国家安全博士学位。

## 军政经历

### 查韦斯政府
在查韦斯任总统时期，菲格拉担任助手长达十二年之久。2007年任军事情报总局副局长。

### 马杜罗政府
2017 年 7 月，他被新马杜罗总统任命为祖国安全与保护战略中心 (CESSPA) 主任。在古斯塔沃·冈萨雷斯·洛佩斯(Gustavo González López) 卸任情报局（SEBIN）局长后，菲格拉于2018年10月30日被任命为继任者。 

#### 2019年委内瑞拉叛乱
在2019年委内瑞拉内乱期间，菲格拉是企图造成马杜罗辞职位的主要策划者。  政变未遂后，菲格拉潜逃美国。 在接受《华盛顿邮报》采访时，他声称马杜罗政府卷入非法黄金交易和黎巴嫩真主党，并爆料古巴在委内瑞拉军队中的影响。
菲格拉叛逃美国后，他的前任古斯塔沃·冈萨雷斯·洛佩斯重新担任国家情报局局长。

## 制裁
马杜罗的安全和情报官员因帮助压制民主而受到美国（2019年2月）和加拿大（2019年4月）的制裁，名单中包括菲格拉。 美国财政部表示，安全官员应对酷刑、侵犯人权和法外处决负责。
在2019年4月30日动乱中菲格拉叛变后，美国政府（2019年5 月）和加拿大政府（2019年6月）取消了对菲格拉的制裁。  美国财政部新闻稿称，该行动表明，“对那些采取具体和有意义的行动恢复民主秩序、拒绝参与侵犯人权、公开反对非法马杜罗政权侵犯人权行为、或打击腐败的人员，可能会取消制裁。